# Fissidens santa-clarensis
Fissidens santa-clarensis là một loài Rêu trong họ Fissidentaceae. Loài này được Thér. mô tả khoa học đầu tiên năm 1939.